# Tobias Barnerssoi
Tobias Barnerssoi, né le 19 juin 1969 à Eichstätt, est un ancien skieur alpin allemand.

## Coupe du monde
- Meilleur classement final : 26e en 1994.
- Meilleur résultat : 2e.